# Mina Gonzalito
Mina Gonzalito es una localidad argentina deshabitada de tipo rural que se encuentra dentro del extenso ejido municipal sierragrandense, en el departamento San Antonio de la provincia de Río Negro.Hasta inicios de los años 1980 registró habitantes estables que llegaron a conformar un poblado minero y que partieron con el cierre de la minera.
Por su distancia de casi 80 kilómetros del centro poblacional de Sierra Grande se la considera una localidad perteneciente a este municipio sin ser propiamente un barrio. Esto es reconocido por organismos nacionales que deben planificar sus políticas en conjunto.

## Toponimia
La localidad debe su nombre a la mina; que a su vez tomó su nombre del hijo del comisionado de Fomento de Arroyo Ventana Gonzalo Corchado.

## Geología
La riqueza geológica se debe a su ubicación dentro del macizo Nordpatagónico. En general las rocas más antiguas están constituidas por un basamento complejo metamórfico con el aporte de intrusivos graníticos del Precámbrico. Dominan filitas y esquistos de edad paleozoica inferior. Sobre estas rocas de caja, se instalan una serie de estructuras mineralizadas con metales base. Durante el Triásico la actividad ígnea se manifestó por la presencia de diques de lamprófiros y pórfidos dioríticos. Como resultante, el área presenta interés especialmente con la presencia de altos contenidos en plata y asimismo en estas vetas mineralizadas se detectó presencia de Indio.

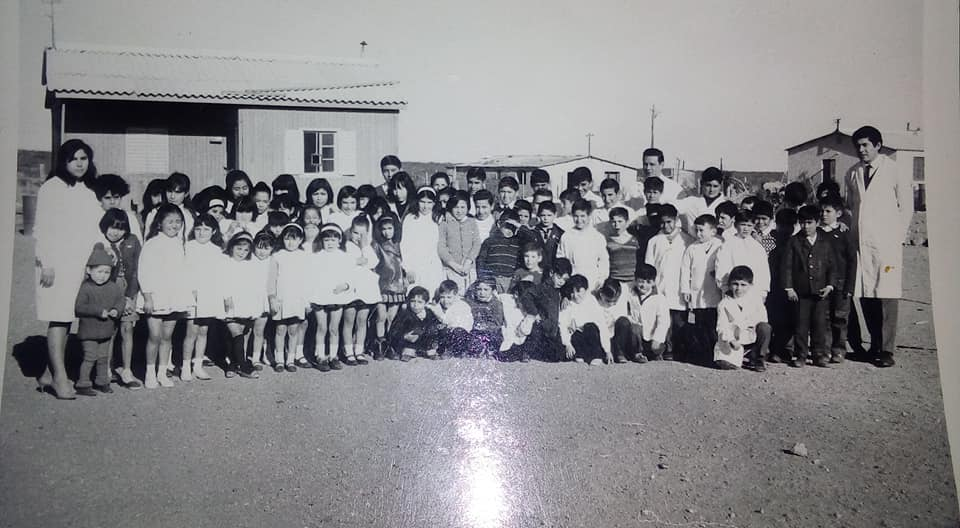
Alumnos y personal docente de la antigua escuela

## Historia
La explotación de Mina Gonzalito comenzó en 1953 por Geotécnica S.A. Los trabajos en un principio se llevaron a cabo a cielo abierto, a través de rajos de hasta 10 m de profundidad, luego se procedió al laboreo subterráneo, consistente en 20 piques, de ellos los dos principales denominados 10 y 11, de 140 y 205 m de profundidad, respectivamente y 7.000 m de galerías en 6 niveles, a 30 m uno de otro.
A lo largo de la explotación minera la producción fue tratada en una planta de concentración por flotación selectiva, de una capacidad de 120 de toneladas al día. En el período 1953-1979 la empresa produjo 61.807 tn de concentrados de plomo y 12.725 tn de concentrados de zinc. En la mina, además de la extracción de los minerales, se hacía un primer procesamiento de concentrados de plomo y zinc, lo que explica las ruinas de instalaciones industriales dispersas por todo el predio, para luego ser trasladados a una planta de fundición en San Antonio Oeste.
Al calor de la riqueza minera ya consolidada desde 1960 creció un poblado de alrededor de 300 familias. El pueblo no poseía agua o mínimos servicios esenciales. Fue habitado por obreros bolivianos, chilenos, peruanos y del norte argentino conformando un extraño y pintoresco pueblo multicultural que llegó a tener comisaría y escuela. 
Todo se derrumbó cuando una caída del precio internacional de los metales llevó a la minera presentar quiebra en 1980. Al tiempo, el poblado no tardó en despoblarse al cierre de la mina en 1982 y el abandono definitivo de toda la infraestructura en 1984.El mayor destino para sus pobladores fue Sierra Grande donde muchos se radicaron y aun mantiene la memoria viva del pueblo con reuniones.
Sin embargo, la empresa dejó un gran pasivo ambiental: dejando todo abandonado: tambores de productos químicos, un pique de 200 metros de profundidad, montañas de estériles con metales pesados. No obstante, el tratamiento del plomo se realizaba cercana San Antonio Oeste, dejando gravemente afectadas dos zonas afectadas, una en un área de dos o tres manzanas hoy pobladas, donde funcionó la fundición de la empresa minera, y otra en los terrenos donde hoy está construido el barrio San Miguel.Como resultado, se halló en 1995 que el 40% de los niños presenten plomo en sangre por encima de lo aceptable y que la Bahía San Antonio presentaba niveles elevadísimos de plomo, zinc y cadmio. El estudio arrojo que el plomo se hallaba presente en animales como los mejillones.
Ante la catástrofe ambiental descubierta el estado ideó un plan de saneamiento ambiental en 2014 que contemplaba el traslado de toda la tierra contaminada en 2014. A pesar ser una obra esperada la remediación quedó inconclusa con un costó de $ 60.000.000 pagados por el entonces gobierno nocional peronista plagado por probados delitos de corrupción en la obra pública.
La mina figura aun en propiedad de la minera Ventus Minerals sin ser explotada.
En 2006 se filmó en el pueblo la película Un Hombre solo. El material fílmico relata la historia y muestra las ruinas del poblado: viviendas las rutas de acceso, varios edificios públicos desolados y la mina abandonada. Además, se expone el extenso entorno natural que rodea y avanza por los restos de la localidad. La película es de libre acceso.
Actualmente, en muchos mapas que expone el estado de Río Negro la localidad o el camino que pasa por el medio de lo que fueron mina y el pueblo no están señalados en un esfuerzo de memoria selectiva. Aunque surgieron propuestas para conservar lo que queda de las ruinas con carteles y darle un perfil turístico no hubo ningún avance.

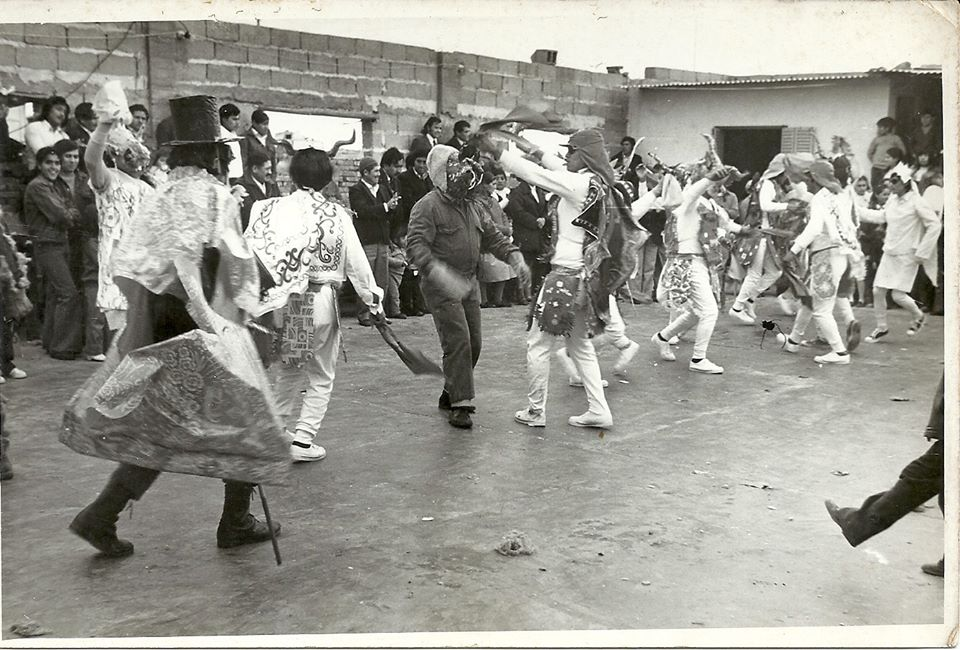
Fiesta multicultural en un predio publico.